# Peter L. Knight
Pour les articles homonymes, voir Knight.
Peter Leonard Knight  (né le 12 août 1947 à Bedford, dans le Bedfordshire) est un physicien théoricien britannique qui travaille en optique quantique, physique atomique et informatique quantique.

## Biographie
Knight a obtenu son doctorat à l'Université du Sussex; il est chercheur postdoctoral de 1972 à 1974 avec Joseph H. Eberly à l' Université de Rochester et au SLAC . En 1976, il est à l'Université Johns Hopkins puis au Royal Holloway College de l'Université de Londres et à partir de 1979 à l' Imperial College . En 1983, il y devient lecturer, en 1987 reader et en 1988 professeur. De 2001 à 2005, il a dirigé la faculté de physique. Jusqu'en 2008, il était doyen (principal) de la faculté des sciences de l'Imperial College et jusqu'en 2010 recteur adjoint, responsable de la recherche. Il a été professeur invité notamment à l' université de Rochester, à l' université de Constance (en tant que professeur de recherche Humboldt) et à l'Université de Louvain-la-Neuve. Depuis 2010, il est directeur (principal) du Kavli Royal Society International Center situé au Chicheley Hall près de Newport Pagnel.

## Affiliations et distinctions
Knight est membre de la Royal Society, où il a siégé au conseil de 2005 à 2007, de l' Institute of Physics (IOP) et de l'Optical Society of America. 
Knight a reçu la médaille Young et la médaille Glazebrook de l'IOP, la médaille royale de la Royal Society (2010) et la médaille Frederic-Ives (2008) de l'Optical Society of America, dont il était président en 2003. En 1996, il a reçu le prix Einstein pour la recherche laser. En 1996, il a été lecturer au Wood Memorial. En 2019, il a reçu le prix Herbert Walther de la Société allemande de physique et la médaille Faraday de l'Institution of Engineering and Technology.
Jusqu'en 2010, il a dirigé le conseil consultatif scientifique du ministère britannique de la défense et il continue d'être conseiller du gouvernement britannique. Jusqu'en 2005, il était conseiller scientifique principal du National Physical Laboratory. 
En 2005, il a été anobli.
En 2011, il est devenu président de l'Institut de physique. Knight est membre élu de la Académie Léopoldine depuis 2012.
De 1987 à 2005, il a été rédacteur en chef du Journal of Modern Optics.
Il a présidé la section d'optique et d'électronique quantique de la Société européenne de physique.

## Publications
- avec Leslie Allen, Concepts of quantum optics, Pergamon Press, 1983, x+217 (ISBN 0-08-029150-3 et 0-08-029160-0).
- avec Christopher C. Gerry, Introductory quantum optics, Cambridge University Press, 2005. — 3e édition 2008
- avec P. W. Milonni, « The Rabi-Oszillation in optical spectra », Physics Reports, vol. 66,‎ 1980, p. 21-107.
- « Quantum fluctuations in optical systems », dans S. Reynaud, E. Giacobino et J. Zinn-Justin (éditeurs), Fluctuations quantiques : Les Houches, Session LXIII, 27 juin-28 juillet 1995, Elsevier, 1997, xxxiv+606 (ISBN 0-444-82593-2, SUDOC 008153493)
- avec V. Buzek, « Quantum inference, superposition states of light, and nonclassical effects », dans Emil Wolf (éditeur), Progress in Optics, Elsevier, 1995 (ISBN 9780444821409 et 9780080879949, DOI 10.1016/S0079-6638(08)70324-X), p. 1-158
- avec Martin Plenio, « The Quantum Jump Approach to Dissipative Dynamics in Quantum Optics », Reviews of Modern Physics, vol. 70,‎ 1998, p. 101-144 (arXiv quant-ph/9702007).